# Louise Browaeys
Pour les articles homonymes, voir Browaeys.
Louise Browaeys, née à Nantes en juillet 1986, est une écrivaine française. Elle rédige des essais et des romans sur l'écologie. Elle est l'autrice en particulier du récit La Reverdie, aux éditions La Mer salée, et de deux romans, La Dislocation et Fais battre ton tambour, parus aux éditions HarperCollins.

## Biographie

### Enfance et formation
Louise Browaeys naît en 1986. Elle grandit dans l'agglomération nantaise.
Ses parents sont pépiniéristes. Son père possède une pépinière aux Sorinières, au sud de Nantes. 
Elle fréquente le lycée Notre-Dame-de-Toutes-Aides, à Nantes, puis réalise une classe prépa au sein de l'établissement Sainte-Geneviève, à Versailles. Elle intègre ensuite AgroParisTech,. Elle devient ingénieure agronome, spécialisée en nutrition,.

### Carrière
Louise Browaeys commence par écrire avec Henri de Pazzis un essai sur l’agriculture en 2014 : La Part de la terre. L’agriculture comme art,. Suivront des essais sur la permaculture, l'écologie, le climat, la communication non violente ou encore l'écoféminisme.
Parallèlement, elle publie des livres de recettes et de nutrition sur la cuisine végétale, écologique ou encore la cuisine punk,,. 
Parallèlement encore, elle publie deux romans chez HarperCollins, dans la collection « Traversée » : une fable écoféministe, La Dislocation, en aout 2020, et Fais battre ton tambour, en mars 2022, qui raconte l'histoire de deux jeunes femmes accompagnant les entreprises dans leur transition écologique et qui partent à la recherche de leur collègue disparu,. En 2023, elle publie son troisième récit, La reverdie aux éditions La mer salée, un roman sur l'amour et sur l'engagement écologique imaginé à partir de la couleur verte,.
En 2024, elle participe à l'ouvrage collectif dirigé par Julia Kerninon, Être mère, sur la maternité.
À côté de l’écriture, elle travaille depuis 2014 sur la responsabilité écologique des entreprises (RSE), la communication non violente, la nutrition et la permaculture,,. Consultante et facilitatrice, elle intervient dans des ateliers en lien avec l’écologie et le vivant. Elle travaille sur les « trois écologies » : intérieure, relationnelle et environnementale.

### Vie privée
Elle vit à Paris,. Elle a un fils.  

## Œuvre

### Romans et récits
- La Reverdie ; La Mer salée, 2023
- Fais battre ton tambour ; HarperCollins collection « Traversée », 2022
- La Dislocation ; HarperCollins, collection « Traversée », 2020 ; HarperCollins Poche, 2022

### Essais
- Le climat change, et nous ?, avec Alexandre Florentin ; Le Courrier du Livre, 2020
- L’Odyssée des vivants ; Diateino, 2020
- Accompagner le vivant ; Diateino, 2019
- L’Entreprise responsable et vivante ; Terre vivante, 2018
- Permaculture au quotidien ; Terre vivante, 2018
- La Part de la terre, avec Henri de Pazzis ; Delachaux et Niestlé, 2014

### Livres de recettes
- Les fibres, mes alliées santé, avec Hélène Schernberg ; Terre vivante, 2023
- Petit Manuel de cuisine punk, avec Hélène Schernberg ; Terre vivante, 2020
- Je découvre la fermentation, avec Hélène Schernberg ; Terre vivante, 2019
- Je cuisine écolo (ou presque), avec Hélène Schernberg ; Larousse, 2019
- Mon épicerie maison, avec Hélène Schernberg ; Alternatives, 2018
- Vive les lentilles !, avec Hélène Schernberg ; Terre vivante, 2018

### Ouvrages collectifs
- Etre mère, dirigé par Julia Kerninon ; L'iconoclaste, 2024